# 阿戈尼亞 (堪薩斯州)
阿戈尼亞（英語：Argonia）是一個位於美國堪薩斯州索姆奈縣的城市。

## 地方資料
根據2020年美國人口普查的數據，阿戈尼亞的面積為1.82平方千米，當中陸地面積為1.82平方千米，而水域面積為0.00平方千米。當地共有人口456人，而人口密度為每平方千米250.55人。